# Haval H1
Haval H1 (ранее Great Wall Haval M4) — субкомпактный кроссовер, выпускаемый с 2012 года компанией Haval — внедорожным подразделением Great Wall Motors.

## Первое поколение (2012—2014)
Первое поколение автомобилей Haval H1 выпускалось с 2012 по 2014 год в Китае. Цены варьировались от 63900 до 71900 юаней. До 2013 года автомобиль назывался Great Wall M4 (позднее Haval M4). В июле 2014 года автомобиль был выпущен в Малайзии в комплектациях Standart, Comfort и Premium. Сборка автомобиля в Малайзии началась в декабре 2014 года, а продажи — в январе 2015 года. В начале 2017 года автомобиль был переименован в Haval H1 и выпускался только с автоматической трансмиссией.

### Галерея

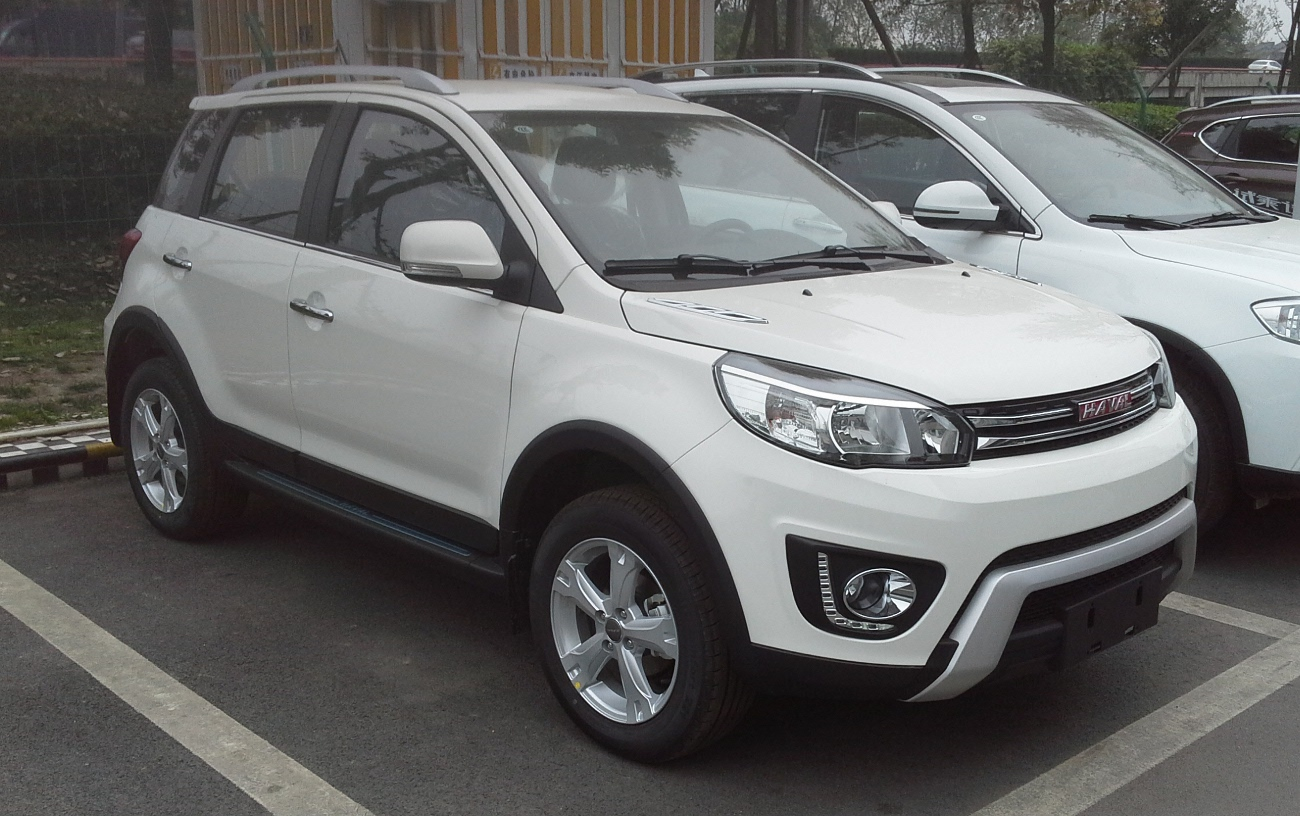
Haval H1 I Label Red
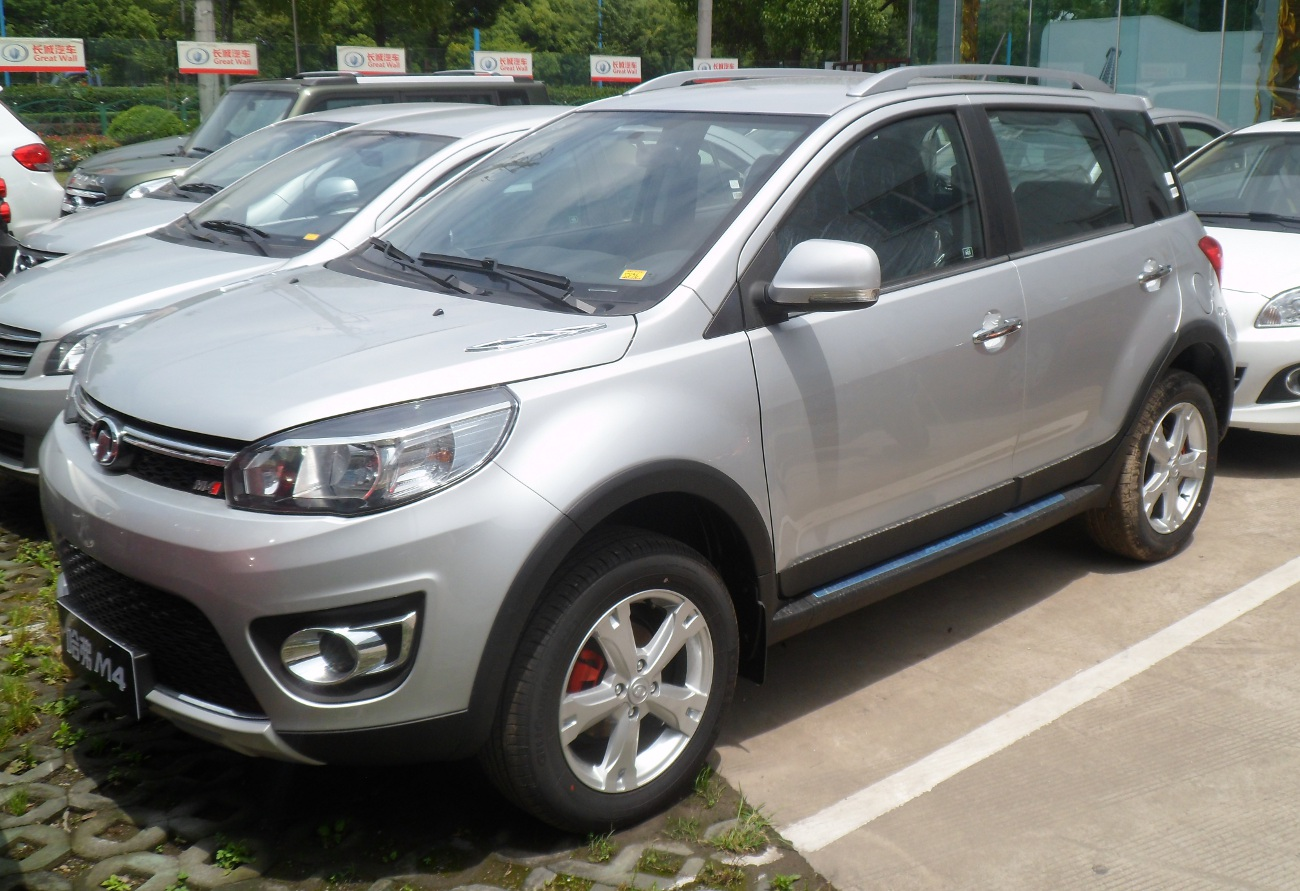
Great Wall Haval M4
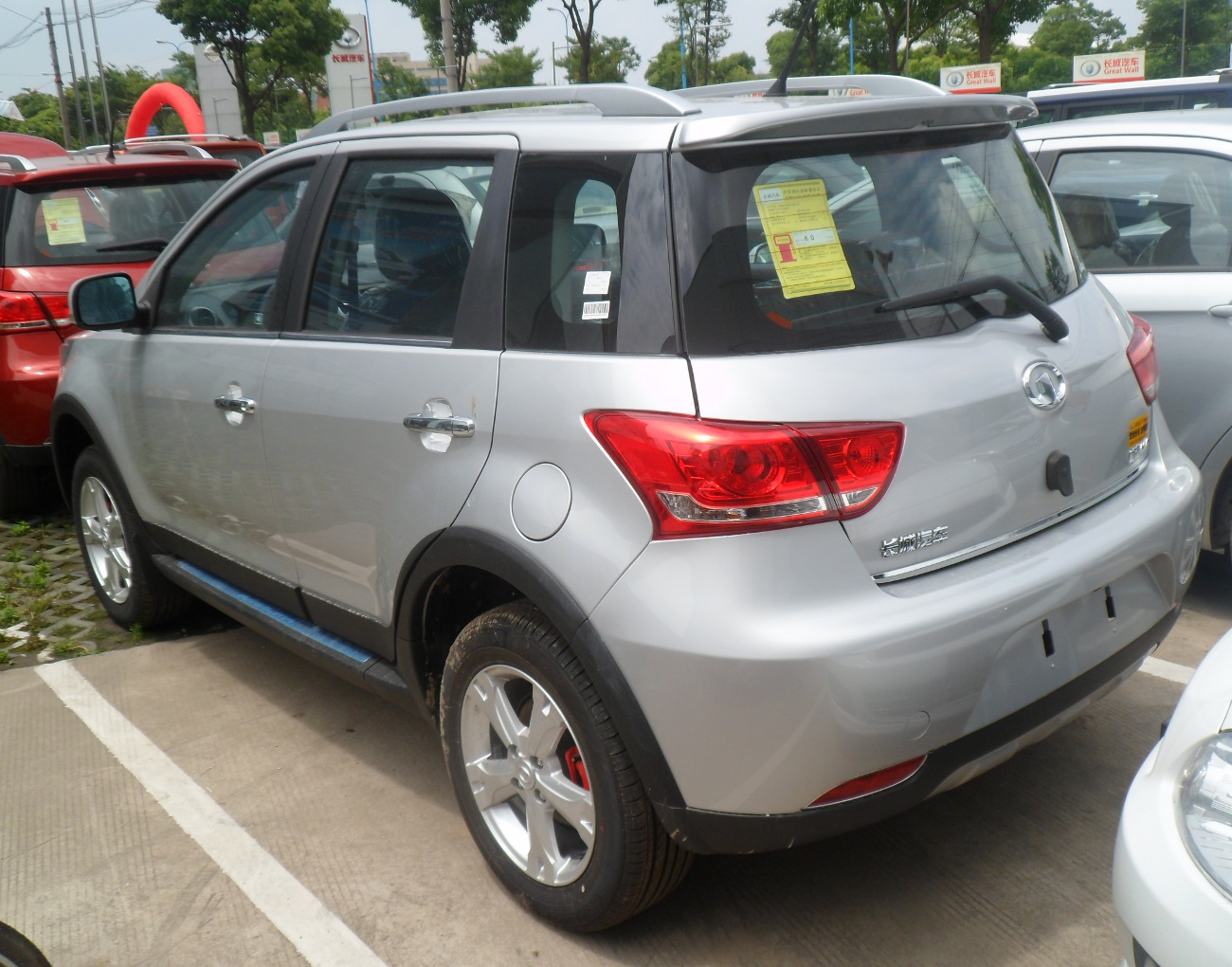
Вид сзади
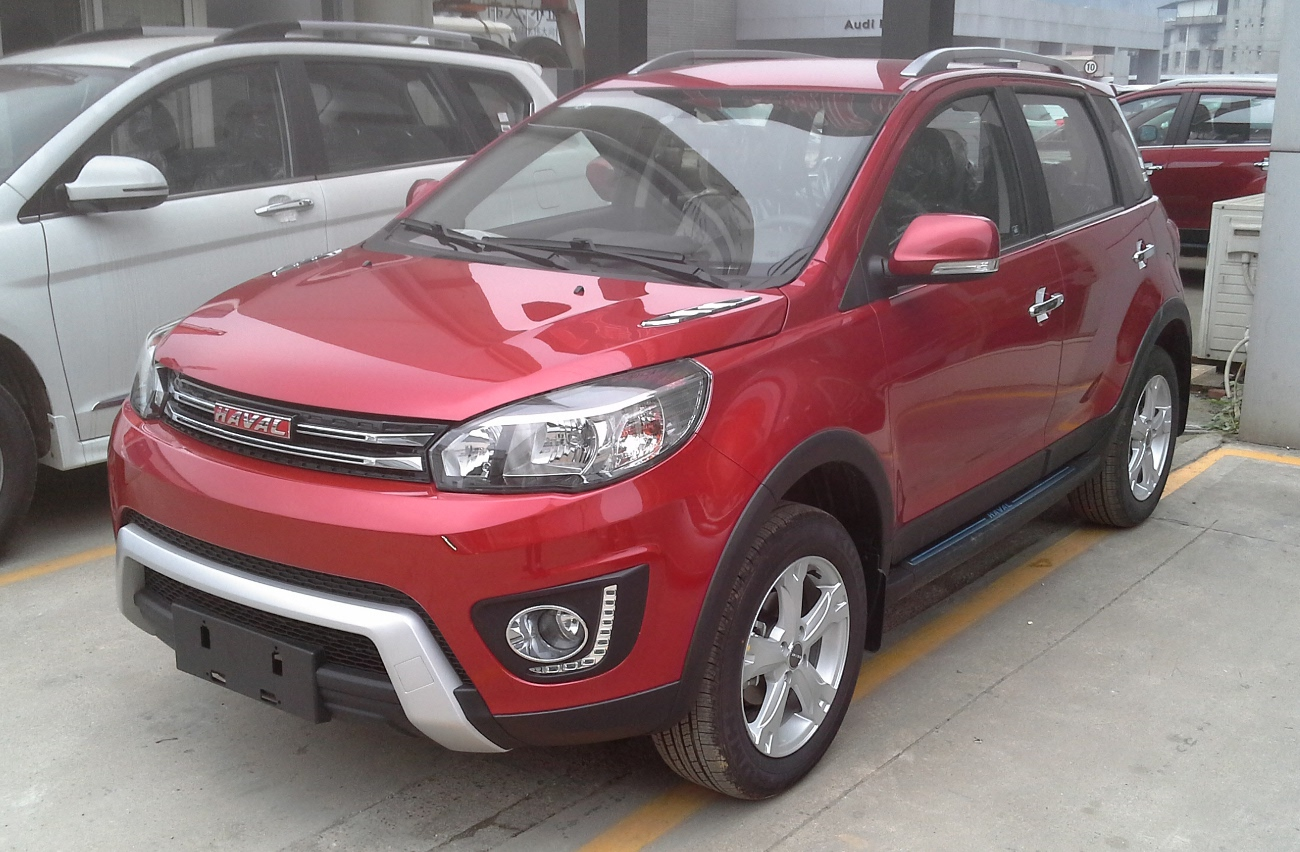
Haval H1 Label Red

## Второе поколение (2014—настоящее время)
Второе поколение автомобилей Haval H1 выпускается с 2014 года в Китае. На момент запуска продаж цены составляли от 68900 до 82900 юаней. Автомобиль оснащается 1,5-литровым двигателем внутреннего сгорания мощностью 106 л. с. и крутящим моментом 138 Н⋅м.

### Галерея

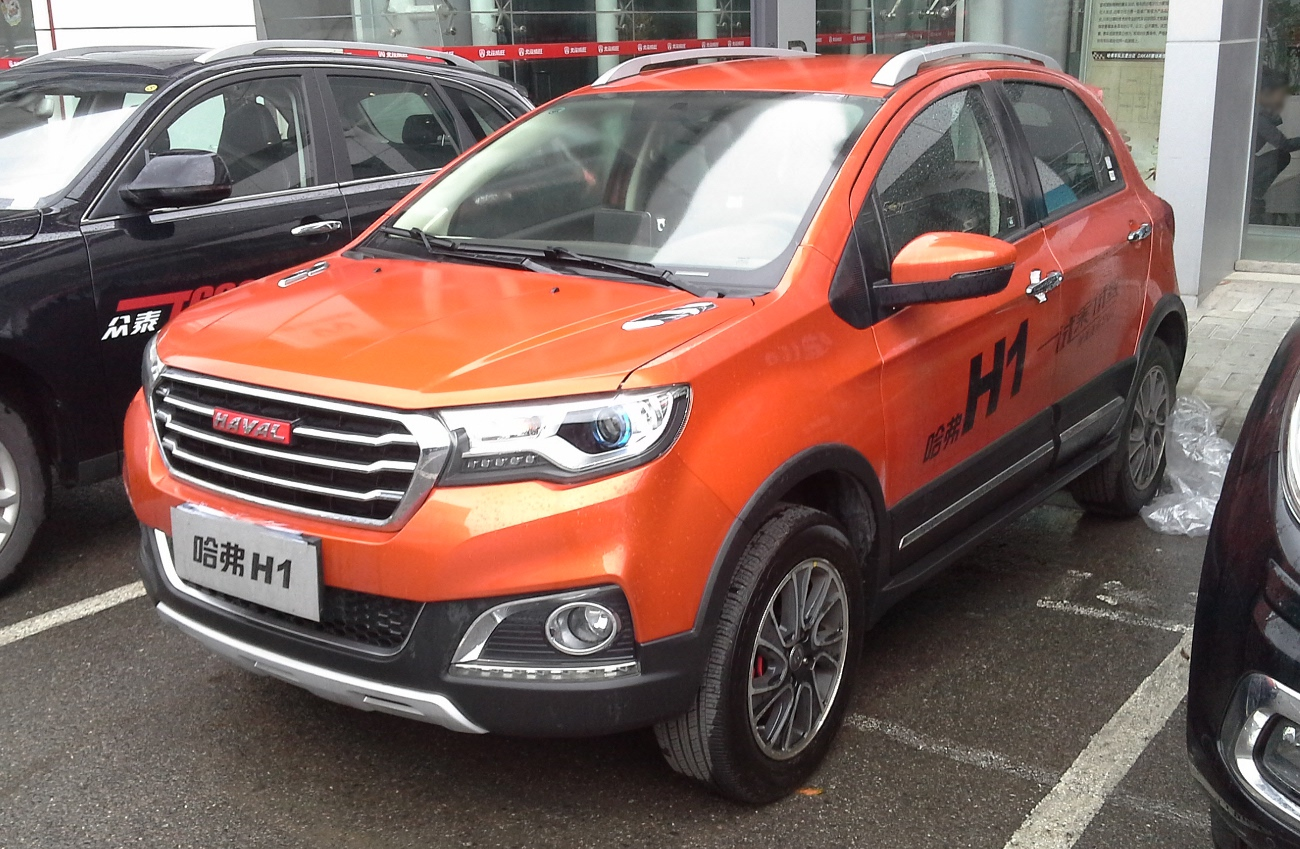
Haval H1 Label Red
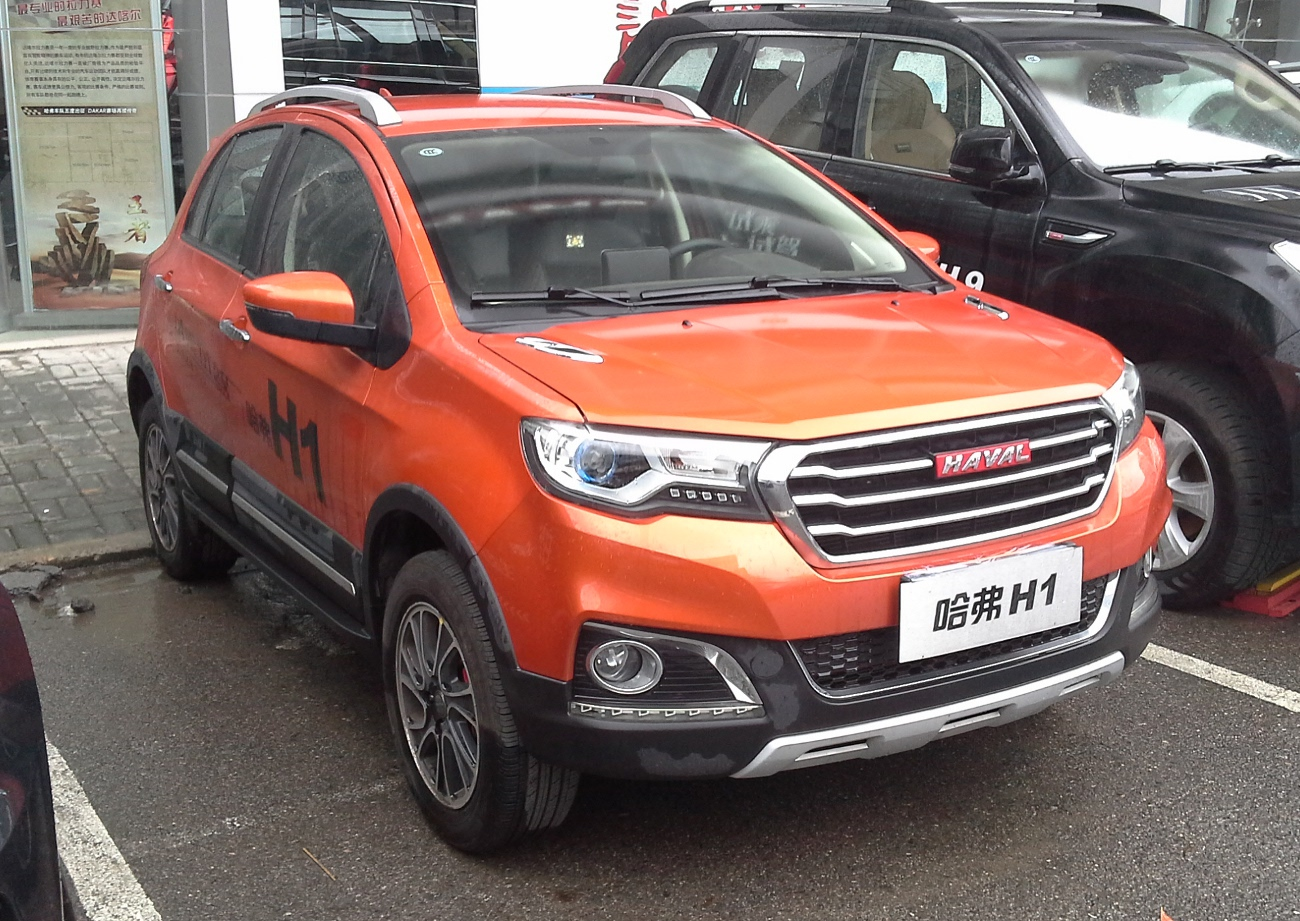
Haval H1 Label Red
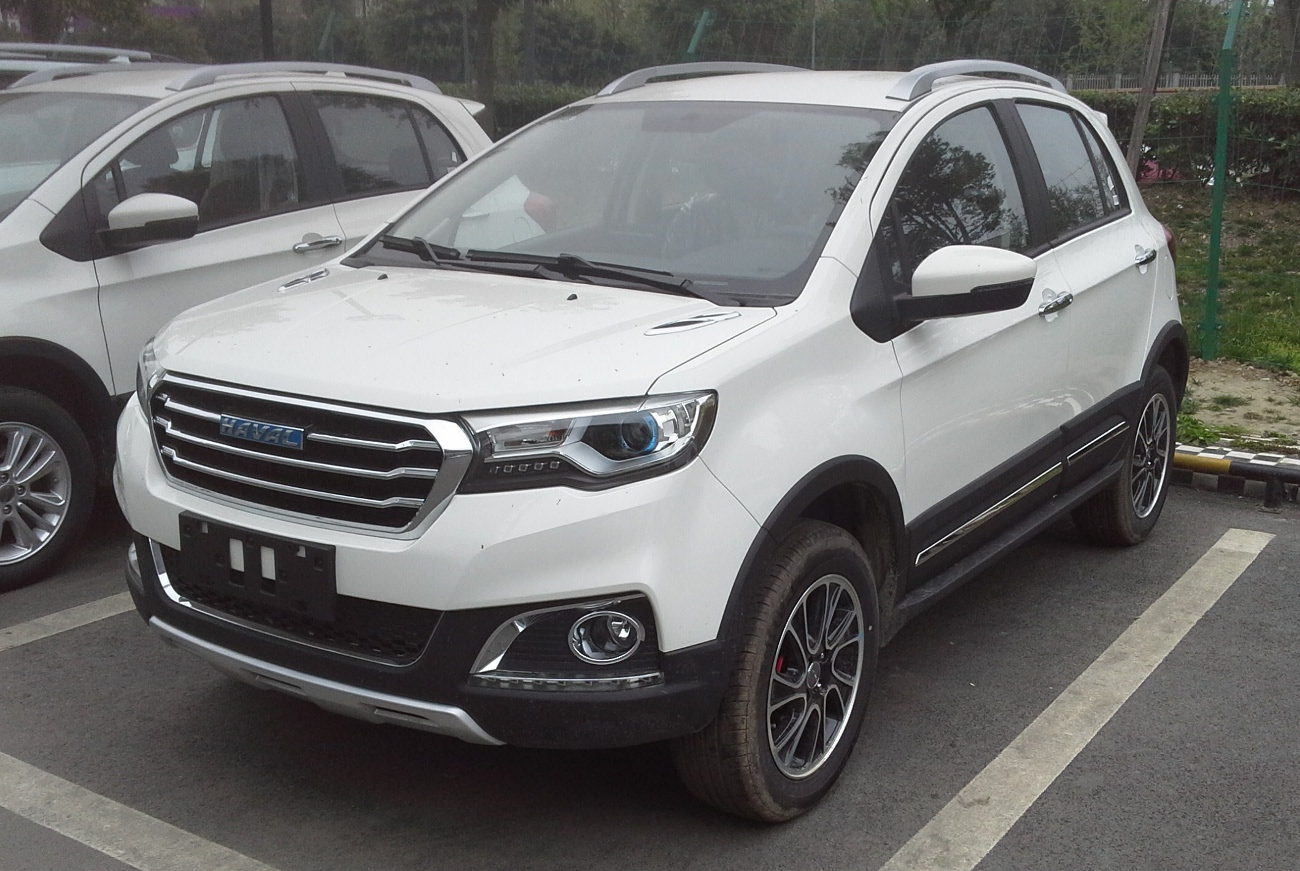
Haval H1 Blue Label
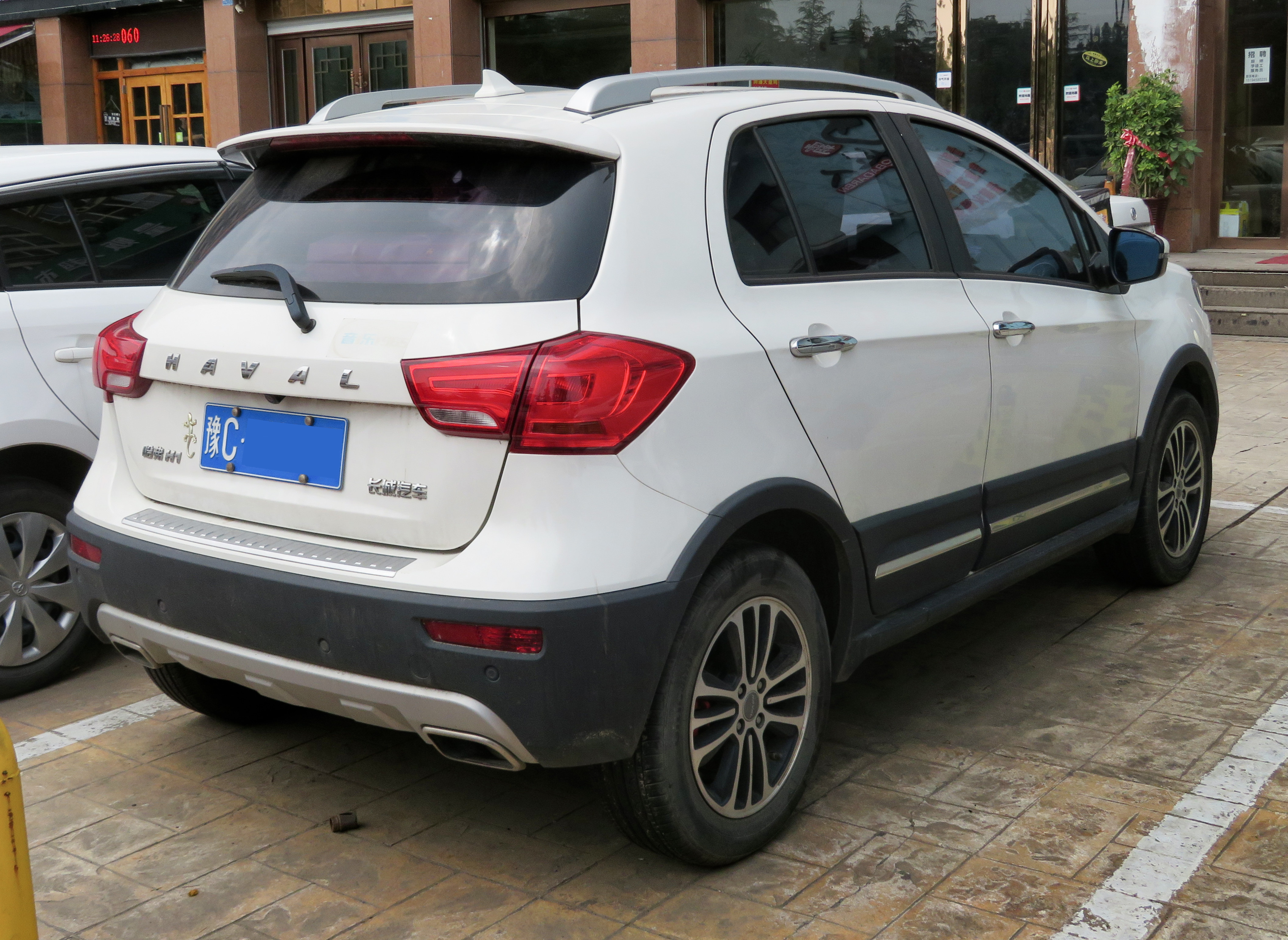
Haval H1 Blue Label